# Frank Herbert's Dune
Frank Herbert's Dune is een computerspel ontwikkeld door Widescreen Games en uitgegeven door Cryo Interactive voor de PlayStation 2 en Windows. Het actie-avonturenspel is uitgekomen in Europa op 14 november 2001 en in de VS op 25 november 2001.

## Plot
De speler neemt in het spel de rol van Paul Atreides, zoon en troonopvolger van hertog Atreides. Hij moet het vertrouwen zien te verdienen van de Fremen, de inwoners van de woestijnplaneet Dune, en hen te bevrijden van de kwaadaardige baron Harkonnen.
Het verhaal achter elke missie komt overeen met de roman uit 1965, wanneer Paul het vertrouwen wint van de Fremen.

## Ontvangst
Het spel ontving matige recensies en werd geen commercieel succes. Het was tevens het laatste spel van de Franse ontwikkelaar Cryo Interactive, die kort daarna failliet ging.
Op Metacritic, een recensieverzamelaar, heeft het spel een score van 48%.